# Plobsheim

Plobsheim este o comună în departamentul Bas-Rhin, Franța. În 1 ianuarie 2022 avea o populație de 4.471 de locuitori.